# Rinorea longisepala
Rinorea longisepala är en violväxtart som beskrevs av Adolf Engler. Rinorea longisepala ingår i släktet Rinorea och familjen violväxter. Inga underarter finns listade i Catalogue of Life.